# Villa Vanden Noortgaete

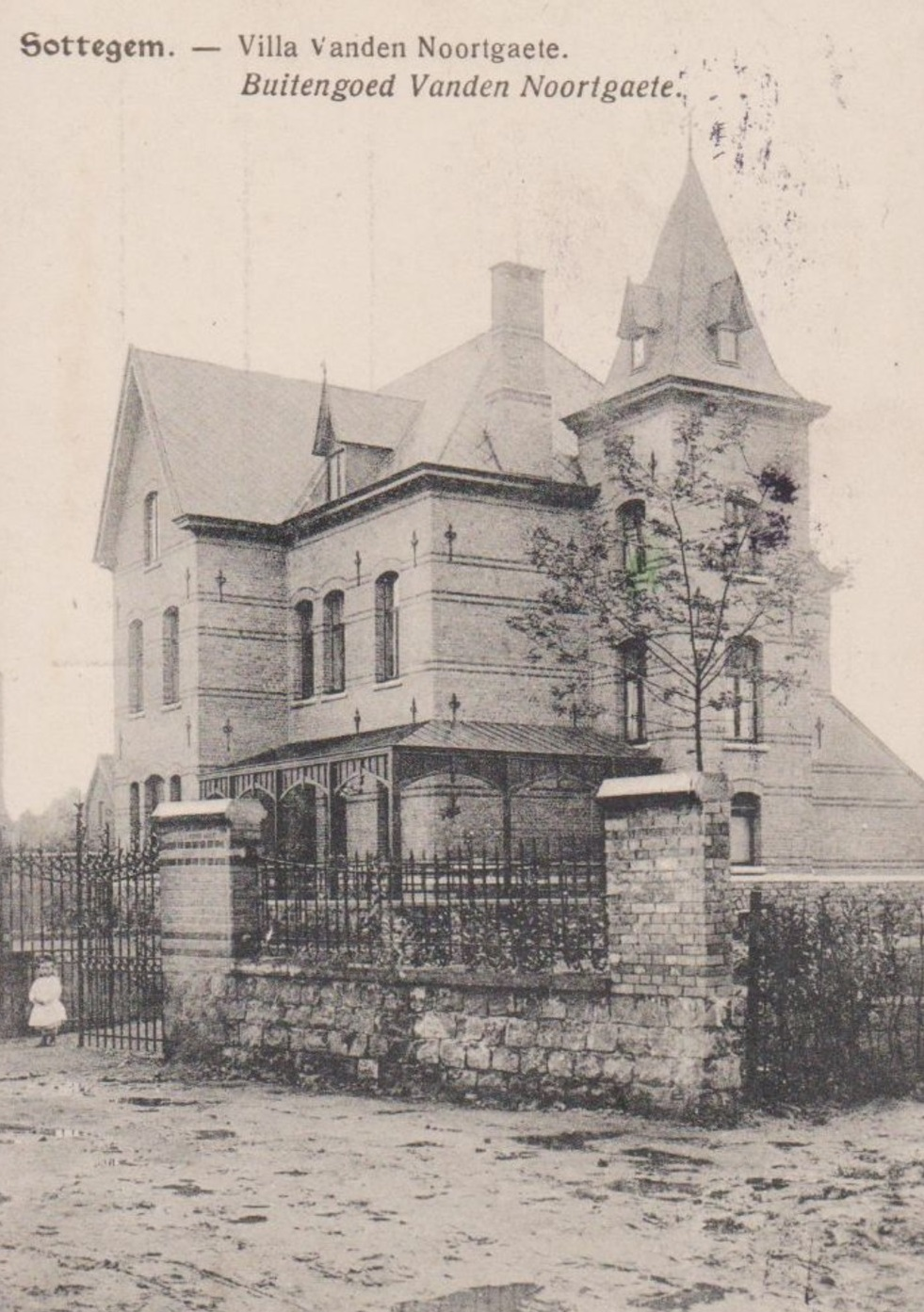
Villa Vanden Noortgaete (historische prentbriefkaart)

Villa Vanden Noortgaete is een villa aan de Grotenbergestraat 41 in de Belgische stad Zottegem. De villa in eclectische stijl werd in 1909 ontworpen door de Zottegemnaar Broeder Marès (Karel Lodewijk De Pauw). De architect Broeder Marès (1838-1914) was als lid van de Congregatie van de Broeders van de Christelijke Scholen de stichter en bezieler van de Hogere Sint-Lucasinstituten. Opdrachtgever voor de bouw van de villa was brouwer Remi Vanden Noortga(e)te (1869-1941), die omstreeks 1900 Brouwerij Dooreman had overgenomen op de hoek van de Grotenbergestraat en de Kollegestraat . De villa is gebouwd met gele baksteen met daartussen speklagen van rode baksteen. Het landhuis heeft een vierkante toren aan de rechterzijde en een groot terras op de gelijkvloerse verdieping met houten afdekking en borstwering.

## Afbeeldingen

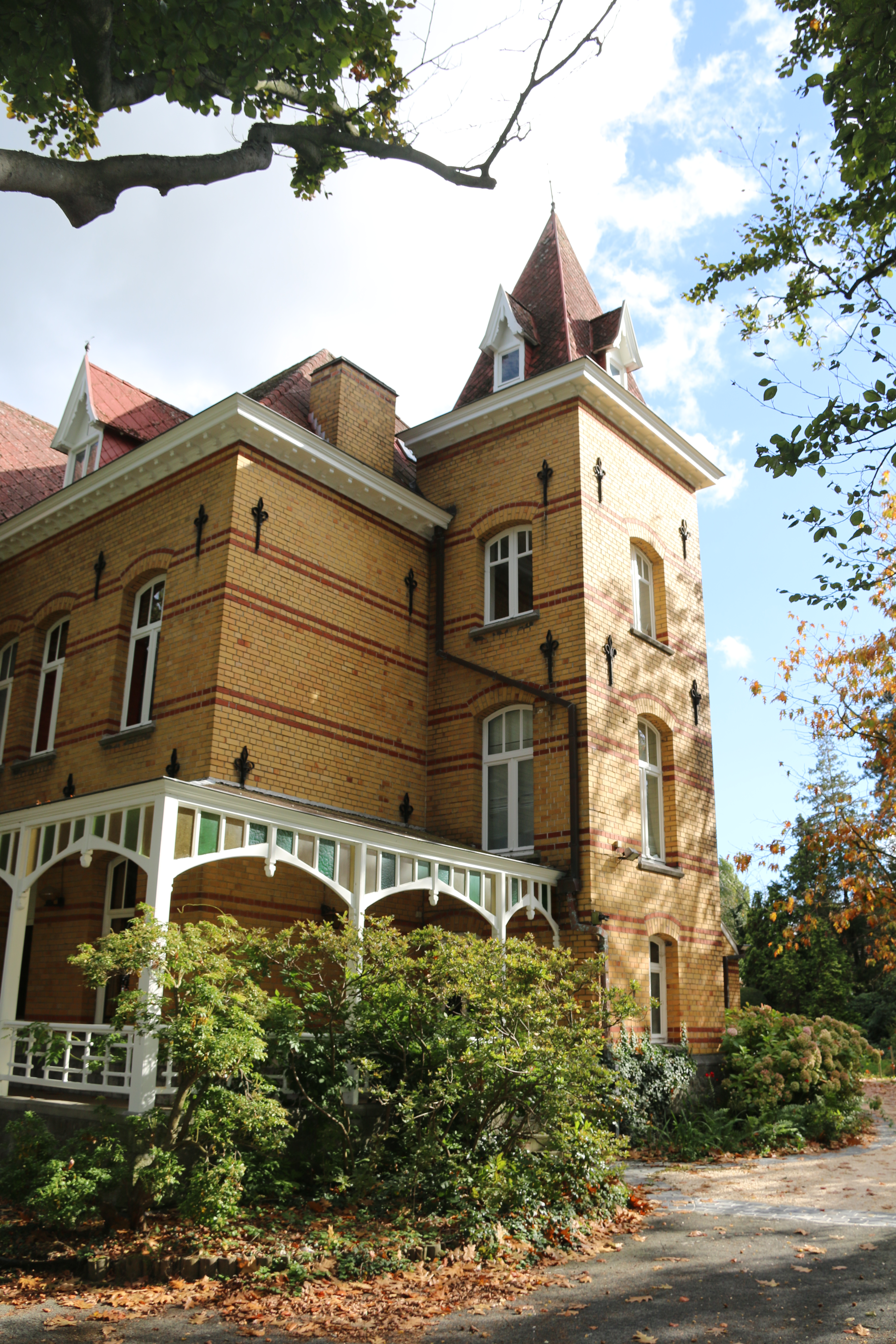
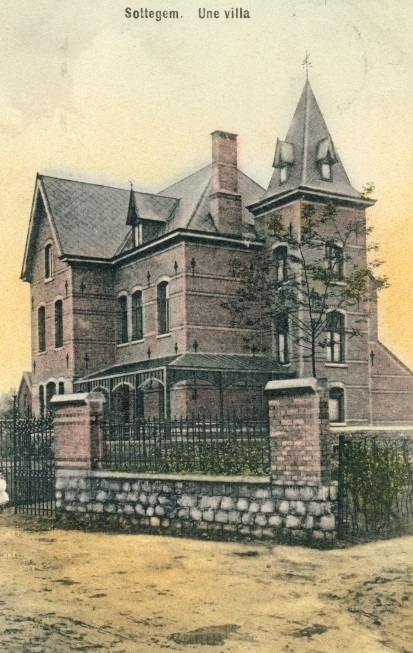
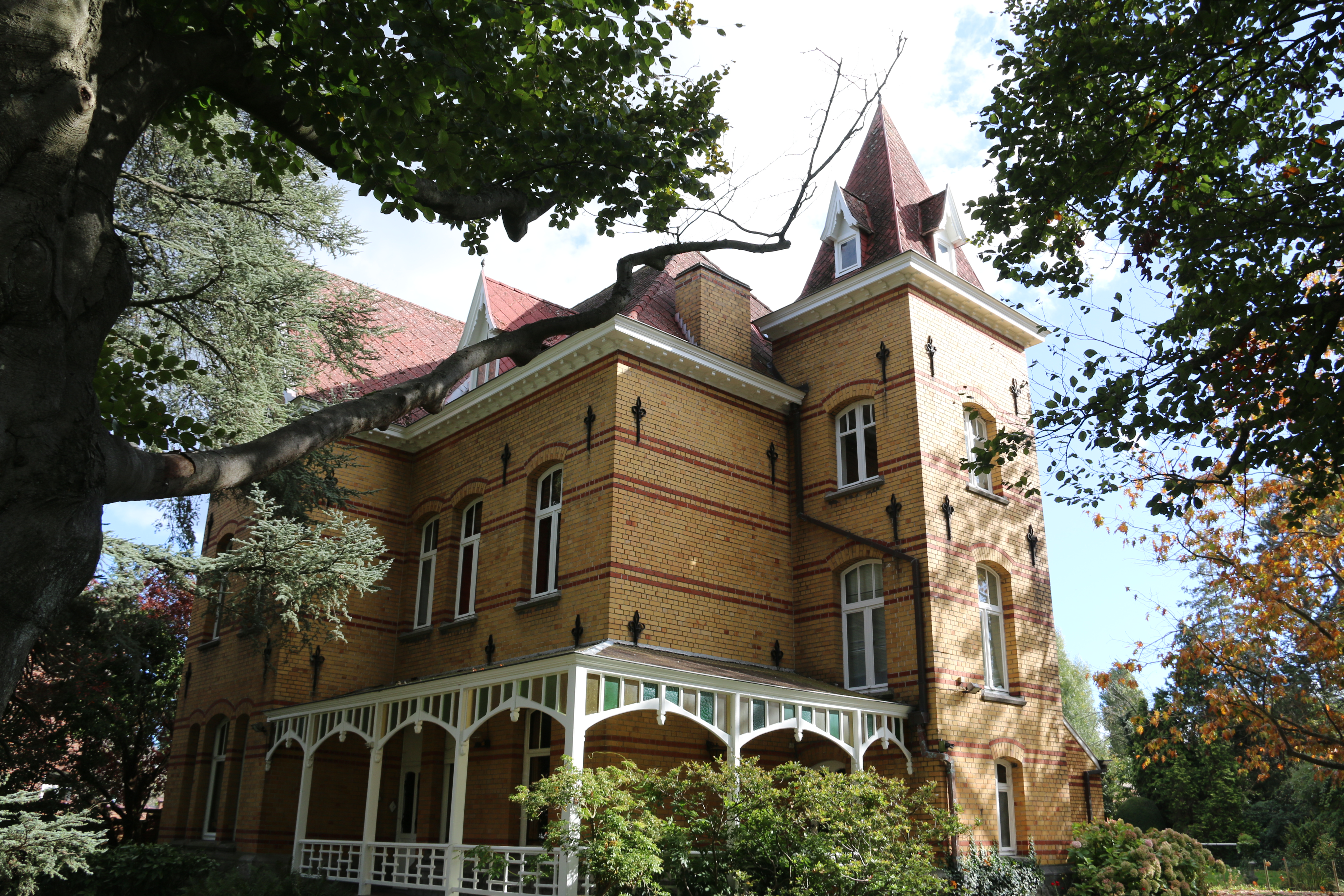